# Municipio de Cadron (condado de Faulkner)
Cadron Township es una subdivisión territorial del condado de Faulkner, Arkansas, Estados Unidos. Según el censo de 2020, tiene una población de 74 417 habitantes.
Tiene un código de clase Z1, que indica que no está en funcionamiento (non-functioning county subdivision).

## Geografía
La subdivisión está ubicada en las coordenadas 35°5′19″N 92°26′0″O / 35.08861, -92.43333. Según la Oficina del Censo, tiene una superficie total de 255.16 km², de los cuales 237.04 km² corresponden a tierra firme y 18.12 km² están cubiertos de agua.

## Demografía
Según el censo de 2020, hay 74 417 personas residiendo en la zona. La densidad de población es de 313.94 hab./km². El 68.5% de los habitantes son blancos, el 17.4% son afroamericanos, el 0.5% son amerindios, el 1.7% son asiáticos, el 0.1% son isleños del Pacífico, el 3.6% son de otras razas y el 8.2% son de una mezcla de razas. Del total de la población, el 6.9% son hispanos o latinos de cualquier raza.